# 刘常
刘常（前1世纪—1世纪），西汉高密顷王刘章子。
鸿嘉元年（公元前20年）正月，封安丘侯。绥和二年（公元前7年）被任为太常。建平四年（公元前3年），因病被免，汉哀帝赐黄金百斤、安车駟马，令他就藩。
居摄三年（8年），王莽篡位，刘常的侯爵被免除。